# 天仙子
天仙子，词牌名。又名〈萬斯年〉。原为咏天仙的。因皇甫松词有“懊恼天仙应有以”句，取以为名。唐时为仄韵单调，宋人改用双调。
双调六十八字，前后阕各五[仄]韵，上去通押。第四、第五两句，[平][仄]多不定，但是第二句第二字必用去声。

## 词牌格式
仄仄平平平仄仄，仄仄平平平仄仄。平平仄仄仄平平，平平仄，平平仄，仄仄仄平平仄仄。
仄仄平平平仄平，仄仄平平平仄仄。平平仄仄仄平平，平平仄，平平仄，仄仄平平平仄仄。

## 例词
张先
水调数声持酒听，午醉醒来愁未醒。送春春去几时回？临晚镜，伤流景，往事后期空记省。
沙上并禽池上暝，云破月来花弄影。重重帘幕密遮灯，风不定，人初静，明日落红应满径。